# Hobsons Bay (vik)
Hobsons Bay är en vik i Australien. Den ligger i delstaten Victoria, nära delstatshuvudstaden Melbourne.
Genomsnittlig årsnederbörd är 971 millimeter. Den regnigaste månaden är juni, med i genomsnitt 115 mm nederbörd, och den torraste är januari, med 34 mm nederbörd.